# کراسیکوویتسه
کراسیکوویتسه (به چکی: Krasíkovice) یک منطقهٔ مسکونی در جمهوری چک است که در ناحیه پلهریموو واقع شده‌است. کراسیکوویتسه ۲٫۲۱ کیلومتر مربع مساحت و ۱۱۷ نفر جمعیت دارد و ۴۹۵ متر بالاتر از سطح دریا واقع شده‌است.